# PanDaemonAeon
PanDaemonAeon — DVD группы Cradle of Filth, первоначально изданный на VHS в 1999 году и выпущенный на диске в 2002.

## Список композиций
1. From the Cradle to Enslave [клип]
2. Making of «From the Cradle to Enslave»
3. Dusk and Her Embrace*
4. Beneath the Howling Stars*
5. Cruelty Brought the Orchids*
6. Malice through the Looking Glass*

- — мини-концерт

Идея сцены в комнате пыток в клипе взята из фильма Терри Гиллиама «Бразилия».

## Участники записи
- Дэни Филт — вокал
- Стюарт Анстис — гитара
- Джаен Пирес — гитара
- Робин "Грэйвз" Иглстоун[англ.] — бас
- Лес "Лектер" Смит — клавиши
- Дэйв Хиршхаймер — ударные